# Карім Багері
Карім Багері (перс. کريم باقری, нар. 20 лютого 1974, Тебриз) — іранський футболіст, що грав на позиції півзахисника.
Виступав, зокрема, за клуби «Армінія» (Білефельд) та «Персеполіс», а також національну збірну Ірану.

## Клубна кар'єра
У дорослому футболі дебютував 1992 року виступами за команду клубу «Трактор Сазі», в якій провів два сезони, взявши участь у 28 матчах чемпіонату. 
Згодом з 1994 по 1997 рік грав у складі команд клубів «Кешаварз» та «Персеполіс».
Своєю грою за останню команду привернув увагу представників тренерського штабу клубу «Армінія» (Білефельд), до складу якого приєднався 1997 року. Відіграв за білефельдський клуб наступні три сезони своєї ігрової кар'єри.
Протягом 2000—2002 років захищав кольори клубів «Аль-Наср» (Дубай), «Чарльтон Атлетик» та «Ас-Садд».
У 2002 році повернувся до клубу «Персеполіс», за який відіграв 8 сезонів. Завершив професійну кар'єру футболіста виступами за команду «Персеполіс» у 2010 році.

## Виступи за збірну
У 1993 році дебютував в офіційних матчах у складі національної збірної Ірану. Протягом кар'єри у національній команді, яка тривала 18 років, провів у формі головної команди країни 87 матчів, забивши 50 голів.
У складі збірної був учасником кубка Азії з футболу 1996 року в ОАЕ, на якому команда здобула бронзові нагороди, чемпіонату світу 1998 року у Франції, кубка Азії з футболу 2000 року у Лівані.

## Досягнення
- Чемпіон Ірану (6):

«Персеполіс»: 2016-17, 2017-18, 2018-19, 2019-20, 2020-21, 2022-23
- Володар Кубка Ірану (2):

«Персеполіс»: 2018-19, 2022-23
- Володар Суперкубка Ірану (4):

«Персеполіс»: 2017, 2018, 2019, 2020
Збірні
- Бронзовий призер Кубка Азії: 1996
- Переможець Азійських ігор: 1998